# Missundaztood
| Recensione           | Giudizio |
| -------------------- | -------- |
| AllMusic             | [ 21 ]   |
| Robert Christgau     | (A)      |
| Entertainment Weekly | (A−)     |
| NME                  | (3/10)   |
| PopMatters           | (9/10)   |
| Rolling Stone        | [ 25 ]   |
| Slant Magazine       | [ 26 ]   |
| Spin                 | (6/10)   |
| Sputnikmusic         | [ 28 ]   |
| Stylus Magazine      | (B)      |

Missundaztood, reso graficamente come M!ssundaztood, è il secondo album della cantante pop Pink. È stato pubblicato in America nel novembre 2001 e nel resto del mondo nel gennaio 2002. L'album ha venduto mondialmente oltre 14 milioni di copie.

## Descrizione
Con M!ssundaztood, Pink si distacca dal teen pop e dalle sonorità dance pop e R&B di Can't Take Me Home, realizzando un album pop, con elementi rock, dance, metal, new wave, elettropop, hip hop, rhythm & blues e neofolk.

## Promozione
Sono stati estratti quattro singoli: Get the Party Started, Don't Let Me Get Me, Just like a Pill e Family Portrait. Sarebbero dovuti essere pubblicati come ulteriori singoli anche i brani Eventually e 18 Wheeler ma l'uscita fu cancellata in favore di Feel Good Time, tema portante della colonna sonora del film Charlie's Angels: più che mai.
In Italia sono stati pubblicati regolarmente Get The Party Started e Don't Let Me Get Me, Just like a Pill e Family Portrait hanno avuto solo promozione radiofonica e televisiva. Get The Party Started è, dopo So What, la canzone più famosa di Pink e Don't Let Me Get Me ha quasi eguagliato i risultati della precedente rimanendo anch'essa molto nota.

## Tracce
Versione americana
1. M!ssundaztood – 3:36 (Linda Perry, Pink)
2. Don't Let Me Get Me – 3:31 (Dallas Austin, Pink)
3. Just like a Pill – 3:57 (Dallas Austin, Pink)
4. Get the Party Started – 3:11 (Linda Perry)
5. Respect (feat. Scratch) – 3:25 (Linda Perry, Pink)
6. 18 Wheeler – 3:44 (Dallas Austin, Pink)
7. Family Portrait – 4:56 (Pink, Scott Storch)
8. Misery (feat. Steven Tyler) – 4:33 (Richie Supa)
9. Dear Diary – 3:29 (Linda Perry, Pink)
10. Eventually – 3:34 (Linda Perry, Pink)
11. Lonely Girl (feat. Linda Perry) – 4:21 (Linda Perry)
12. Numb – 3:06 (Dallas Austin, Pink)
13. Gone to California – 4:34 (Linda Perry, Pink)
14. My Vietnam – 5:19 (Linda Perry, Pink)

Versione europea
1. Get the Party Started – 3:11 (Linda Perry)
2. 18 Wheeler – 3:44 (Dallas Austin, Pink)
3. M!ssundaztood – 3:36 (Linda Perry, Pink)
4. Dear Diary – 3:29 (Linda Perry, Pink)
5. Eventually – 3:34 (Linda Perry, Pink)
6. Numb – 3:06 (Dallas Austin, Pink)
7. Just like a Pill – 3:57 (Dallas Austin, Pink)
8. Family Portrait – 4:56 (Pink, Scott Storch)
9. Misery (feat. Steven Tyler) – 4:33 (Richie Supa)
10. Respect (feat. Scratch) – 3:25 (Linda Perry, Pink)
11. Don't Let Me Get Me – 3:31 (Dallas Austin, Pink)
12. Gone to California – 4:34 (Linda Perry, Pink)
13. Lonely Girl (feat. Linda Perry) – 4:21 (Linda Perry)
14. My Vietnam – 5:19 (Linda Perry, Pink)
15. Catch-22 – 3:50 (Linda Perry, Pink)

DVD
1. Family Portrait (music video)
2. Don't Let Me Get Me (music video)
3. Numb (live)
4. Family Portrait (live)

## Classifiche

### Classifiche settimanali
| Classifiche (2001-03) | Posizione massima |
| --------------------- | ----------------- |
| Australia             | 14                |
| Austria               | 4                 |
| Belgio (Fiandre)      | 12                |
| Belgio (Vallonia)     | 26                |
| Canada                | 5                 |
| Danimarca             | 10                |
| Finlandia             | 6                 |
| Francia               | 17                |
| Germania              | 5                 |
| Irlanda               | 1                 |
| Italia                | 24                |
| Norvegia              | 33                |
| Nuova Zelanda         | 4                 |
| Paesi Bassi           | 5                 |
| Regno Unito           | 2                 |
| Stati Uniti           | 6                 |
| Svezia                | 7                 |
| Svizzera              | 7                 |

### Classifiche di fine anno
| Classifica (2002) | Posizione |
| ----------------- | --------- |
| Australia         | 21        |
| Austria           | 11        |
| Belgio (Fiandre)  | 21        |
| Belgio (Vallonia) | 53        |
| Francia           | 98        |
| Germania          | 10        |
| Irlanda           | 2         |
| Nuova Zelanda     | 4         |
| Paesi Bassi       | 18        |
| Regno Unito       | 2         |
| Stati Uniti       | 4         |
| Svezia            | 15        |
| Svizzera          | 11        |
| Classifica (2003) | Posizione |
| Australia         | 86        |
| Austria           | 49        |
| Belgio (Fiandre)  | 82        |
| Belgio (Vallonia) | 64        |
| Francia           | 69        |
| Germania          | 45        |
| Nuova Zelanda     | 30        |
| Paesi Bassi       | 39        |
| Regno Unito       | 44        |
| Stati Uniti       | 66        |
| Svezia            | 88        |
| Classifica (2009) | Posizione |
| Australia         | 46        |

### Classifiche di fine decennio
| Classifica (2000-09) | Posizione |
| -------------------- | --------- |
| Austria              | 27        |

### Classifiche di tutti i tempi
| Classifica (1963-2022) | Posizione |
| ---------------------- | --------- |
| Stati Uniti            | 157       |